# Augustaea formicaria
Augustaea formicaria är en spindelart som beskrevs av Kálmán Szombathy 1915. Augustaea formicaria ingår i släktet Augustaea och familjen hoppspindlar. Inga underarter finns listade.